# Catoptria parenzani
Catoptria parenzani là một loài bướm đêm trong họ Crambidae.